# Archidiecezja Mbeya
Archidiecezja Mbeya – diecezja rzymskokatolicka  w Tanzanii. Powstała w 1932 jako misja sui iuris Tukuyu. Podniesiona do rangi apostolskiej prefektury w 1938. Wikariat apostolski (pod nazwą Mbeya) od 1949, diecezja od 1953. 21 grudnia 2018 podniesiona do rangi metropolii.

## Ordynariusze

### Biskupi diecezjalni
- Massimiliano Donders, † (1932 – 1938)
- Ludovico Haag, M.Afr. † (1938 – 1947)
- Anthony van Oorschoot, M.Afr. † (1947 – 1964)
- James Dominic Sangu †  (1966 – 1996)
- Evaristo Marc Chengula † (1996 – 2018)

### Arcybiskupi metropolici
- Gervas Nyaisonga (od 2018)

### Biskupi pomocniczy
- Godfrey Mwasekaga (od 2024)